# Acrossocheilus wenchowensis
Acrossocheilus wenchowensis is een straalvinnige vissensoort uit de familie van karpers (Cyprinidae). De wetenschappelijke naam van de soort is voor het eerst geldig gepubliceerd in 1935 door Wang.